# (248183) Пейсандр
(248183) Пейсандр (лат. Peisandros) — троянский астероид Юпитера, двигающийся в точке Лагранжа L5, в 60° позади планеты. Астероид был открыт 13 января 2005 года швейцарским астрономом Михелом Ори в обсерватории Юра и назван в честь одного из участников Троянской войны.

Орбита астероида Пейсандр и его положение в Солнечной системе